# 抱きしめてあげる/花束
「抱きしめてあげる／花束」（だきしめてあげる／はなたば）は2008年4月9日に発売された德永英明40枚目のシングル。

## 解説
『VOCALIST』シリーズボックス・セット『VOCALIST BOX』と同時発売。
オリジナル曲のシングルとしては2006年「happpiness」以来、約1年半ぶりの新曲。
「SAYONARAの理由/ボクニデキルコト」以来、6年2か月ぶりのダブル表題曲シングル。

## チャート成績
オリコンチャート最高位6位を記録。

## 収録曲
全作詞：山田ひろし／作曲：德永英明／編曲：坂本昌之
1. 抱きしめてあげる
TBS系愛の劇場『スイート10〜最後の恋人〜』主題歌
2. 花束
フジテレビ系『金曜プレステージ』テーマ曲
3. 抱きしめてあげる（instrumental）
4. 花束（instrumental）